# Château d'Aulnois-sous-Laon
Le château d'Aulnois-sous-Laon est une ancienne maison forte, de la fin du XIIIe siècle ou XIVe siècle ou du début XIVe siècle, qui se dresse sur la commune d'Aulnois-sous-Laon dans le département de l'Aisne en région Hauts-de-France.
Le château fait l'objet d'une inscription au titre des monuments historiques par arrêté du 24 octobre 1927.

## Situation
Le château d'Aulnois-sous-Laon est situé dans le département français de l'Aisne sur la commune d'Aulnois-sous-Laon, au sud-est du bourg.

## Historique
La famille d'Aulnois est mentionnée depuis la fin du XIIe siècle. Le fief échoit à une branche cadette de la famille de Coucy et aux Sarrebruck au cours du XVe siècle. De 1430 à 1440, le château est occupé par les Bourguignons. François de Bourbon-Conti, seigneur d'Aulnois, voit son château ruiné par les guerres de Religion et en partie ruiné par les troupes de Balagny en 1589 puis celles venant de Laon en 1591.

## Description
Le château d'Aulnois-sous-Laon se présente, au XXIe siècle, sous la forme d'une enceinte quadrangulaire fossoyée que domine dans l'angle nord un donjon cylindrique. On accède à l'intérieur par une porte qui s'ouvre au sud et qui est barrée d'une herse et défendue par un mâchicoulis en arc.
Le donjon, haut de 20 mètres, a des étages voûtés sur croisées d'ogives. Deux portes à linteau droit sur corbeau situées au dernier niveau de ce dernier permettaient d'accéder sur un chemin de ronde, aujourd'hui disparu.
Un contrefort muni d'une échauguette, et dont il ne subsiste que le culot, étayait la courtine nord-est. Un grand bâtiment, avec ses contreforts d'angle qui portaient des tourelles en tas-de-charge, s’appuie sur le mur sud-est. Les autres côtés sont pourvus également de contreforts sur lesquels des tourelles prenaient appui. L'ensemble de l'édifice est construit en pierres de granit éclatées, disposées en lits réguliers, que joint un épais mortier.